# 教佳胡同

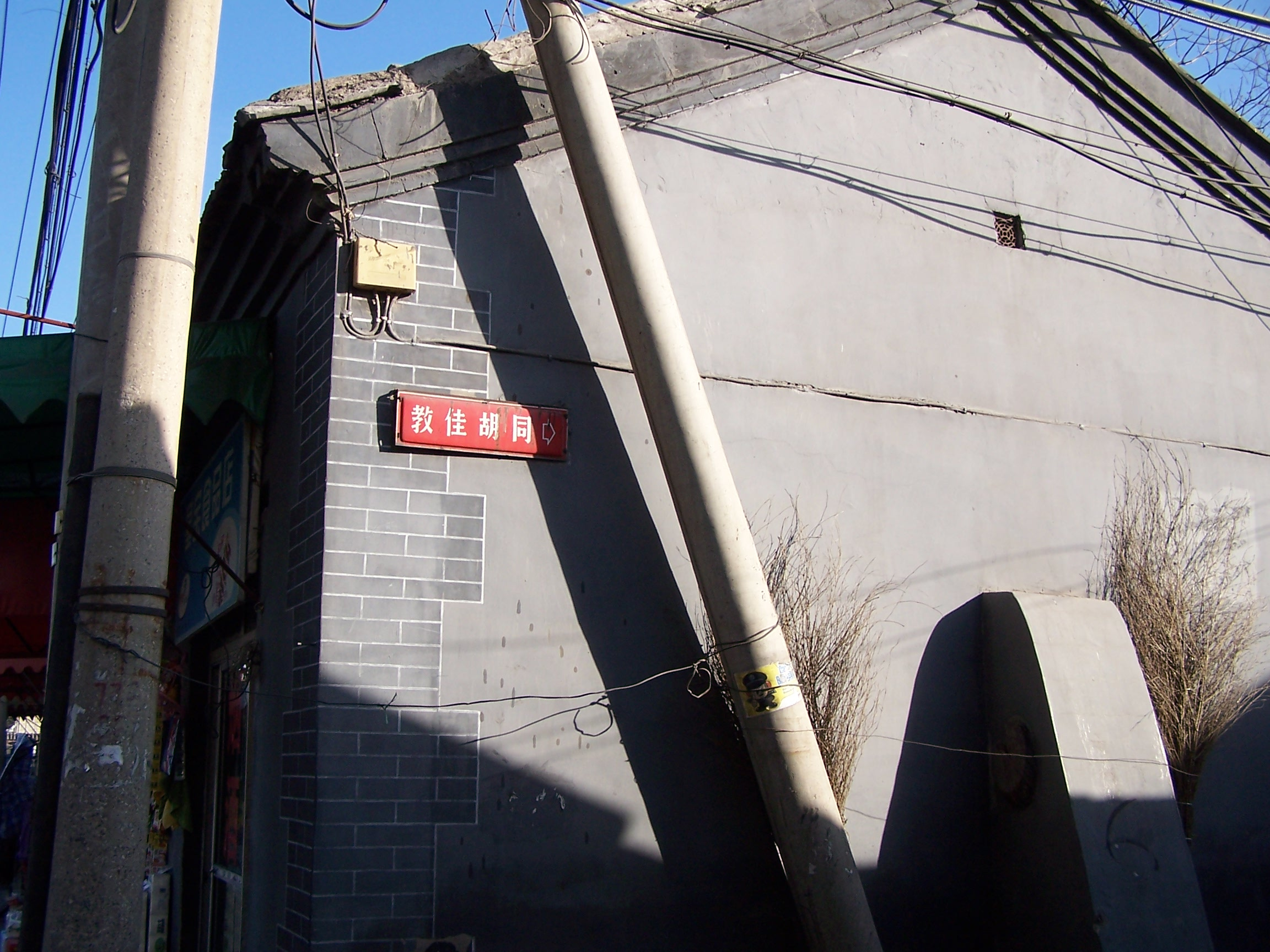
2005年的教佳胡同

39°53′30″N 116°22′47″E / 39.8916884°N 116.3795859°E
教佳胡同，位于北京市西城区南部。

## 简介
教佳胡同北起西草厂街，南到四川营胡同。因为敫生光曾在此居住而得名。“教佳”即“敫家坑”的谐音。传说，这是人们为纪念明朝反对严嵩的敫生光而命名。清朝，这里称“敫家坑”，沿用到中华人民共和国成立后。《燕都丛考》载：“想亦当时之周围池塘耶。”1965年北京市整顿地名，将该胡同改名为“教佳胡同”。
敫生光曾住在正定会馆。正定会馆的邻院为海昌会馆，又称海宁会馆。顺治十年（1653年），历史学家谈迁在海宁会馆居住。嘉庆二十一年（1816年），林则徐到海宁会馆。
2011年7月21日，《北京市西城区人民政府椿树街道办事处教佳胡同改造项目询价采购资质预审公告》发布，其中称：“教佳胡同东侧属平房保护区，西侧“四合上院”项目近期将实现教佳胡同半幅道路规划，道路东扩后教佳胡同东侧属于破拆现状，严重影响整体环境。根据环境整治计划和居民要求，对上述地段进行景观墙建设工程，用于保证居民生活安全并进行环境美化。”